# Yōichi Doi
 (mai 2025).
Si vous disposez d'ouvrages ou d'articles de référence ou si vous connaissez des sites web de qualité traitant du thème abordé ici, merci de compléter l'article en donnant les références utiles à sa vérifiabilité et en les liant à la section « Notes et références ».
Yoichi Doi (土肥 洋一, Do'i Yōichi) est un joueur de football japonais né le 25 juillet 1973 à Kumamoto (Japon). Il évolue au poste de gardien de but.

## Carrière
Il débute en équipe nationale en février 2004 contre la Malaisie. Doi compte 4 sélections avec l'équipe du Japon.

## Palmarès
- Vainqueur de la Coupe de la ligue du Japon en 1999 avec Kashiwa Reysol et en 2004 avec F.C. Tokyo